# Víctima de la ley (película)
One Potato, Two Potato, traducida al español como El proceso de Julie Richards (en Argentina) y Víctima de la ley (en España), es una película en blanco y negro estadounidense de 1966, de género drama dirigida por Larry Peerce y protagonizada por Barbara Barrie y Bernie Hamilton.
Se basa en la historia de un hombre divorciado que pelea por la custodia de su hijo al enterarse de que su exesposa se ha casado con un afroamericano. Con críticas mayormente positivas fue recibida en el Festival de Cannes donde obtuvo el reconocimiento de Mejor Interpretación Femenina para Barbara Barrie.

## Sinopsis
Julie Cullen es una joven que fue abandonada, junto con su hija Ellen, hace cuatro años por su marido. En el trabajo conoce a Frank Richards y ambos se enamoran. Sin embargo, la pareja no es una cualquiera en el Estados Unidos de los años 60: ella es blanca y él es negro.
Pese a las reticencias de la familia de él, la pareja acaba viviendo bajo el mismo techo, casándose y teniendo un hijo. En un ambiente hostil regresa el padre de Ellen, Joe, pidiendo vía legal la custodia de su hija bajo el pretexto de que un matrimonio mixto no es un ambiente correcto para la crianza de un hijo. Como consecuencia, la pareja debe ir a juicio a defender sus derechos.

## Reparto
- Barbara Barrie como Julie Cullen Richards.
- Bernie Hamilton como Frank Richards.
- Richard Mulligan como Joe Cullen.
- Harry Bellaver como el juez Powell.
- Marti Mericka como Ellen Mary.
- Robert Earl Jones como William Richards.
- Vinnette Carroll como Martha Richards.
- Sam Weston como Johnny Hruska.
- Faith Burwell como Ann Hruska.
- Jack Stamberger como el ministro.
- Michael Shane como Jordan Hollis.